# 李雙代數
李雙代數（Lie bialgebra）是一種代數結構，比一般李代數精細一倍：它本体是李代數，它的對偶空間也是李代數，且兩種結構相容。李雙代數是泊松李群（Poisson-Lie group）的李代數（即可以當作是無限小的柏松－李變換）。

## 定義
- 上循環d：d係一g⊗g 值「１－上循環」(1-cocycle)，即符号條件：

d[X,Y] = (adX⊗1+1⊗adX)d(Y)-(adY⊗1+1⊗adY)d(X) ；
其中 X同Y ∈ g，adX(Y)=[X,Y]是伴隨作用。

## 理想
李雙代數理想（Lie bialgebra ideal）是李雙代數範疇的理想結構。
- 定義：設 (g,d)是李雙代數，其中g 是李代數，d是g⊗g 值上循環。李雙代數理想 t 是 g 的李代數理想，符合條件：d(t)⊂g⊗t + t⊗g。